# 欧州諸共同体からのグリーンランド脱退

EU加盟国の変遷。グリーンランドは左上の最も大きい島である。

欧州諸共同体からのグリーンランド脱退は、1982年の住民投票で脱退賛成の得票率が53%だったため、1985年に行われた。

## グリーンランド条約
グリーンランド条約（英: The Greenland Treaty）は、欧州諸共同体からのグリーンランド脱退について、欧州共同体の加盟国の間で結ばれた条約である。この条約は、有権者が欧州共同体脱退を支持した1982年のグリーンランドの住民投票の結果を踏まえたものだった。
正式名称は「グリーンランドに関して、欧州共同体を設立する条約を改正する条約」（英: Treaty amending, with regard to Greenland, the Treaties establishing the European Communities）。
この条約は、グリーンランドの脱退のために用意され、それまでの欧州共同体の条約が改正された。それゆえ、欧州連合の憲法上の基礎の不可欠な部分となっている。脱退決定はグリーンランドが自治権を獲得した後に行われ、グリーンランドの漁業水域を保護して、外部からの影響を制限するためのものだった。
1973年にデンマークが欧州共同体に加盟したとき、グリーンランドは自治権がそれほどないデンマークの特別地域だったため、デンマークとともに加盟する以外の選択肢がなかった。これは、自治権を持ち、欧州共同体に加盟しないと決定したフェロー諸島とは正反対だった。
条約は1985年2月1日に発効し、その結果、グリーンランドは正式に欧州共同体から脱退した。